# DB-Baureihe 481
Die Fahrzeuge der DB-Baureihe 481/482 sind elektrische Triebwagen für Stromschienenbetrieb der S-Bahn Berlin.
Sie ist die meistgenutzte Fahrzeugbaureihe der Berliner S-Bahn. Bereits 1990 setzten sich Vertreter der Berliner Verkehrsbetriebe und der Deutschen Reichsbahn (die damaligen Betreiber der getrennten Berliner S-Bahn-Netze) zusammen, um die Anforderungen für eine neue Bauart zu entwickeln. 1993 wurde das erste Baumuster der Öffentlichkeit vorgestellt. Im Rahmen einer laufenden Ertüchtigung[veraltet] ist ein Einsatz bis in die 2030er Jahre vorgesehen.

## Geschichte

### Beschaffung
Nach der Wende in der DDR ergab sich die Möglichkeit, einen neuen Fahrzeugtyp für das gesamte S-Bahn-Netz herzustellen. Zudem war der Fahrzeugbestand, der größtenteils aus Wagen der Vorkriegsbaureihen 475, 476 und 477 bestand, überaltert. Das Durchschnittsalter der Wagen lag bei über 40 Jahren. Die von 1986 bis 1992 beschafften Wagen der Baureihen 480 (West-Berlin) und 485 (Ost-Berlin) hätten bei einer Weiterlieferung den Wagenbestand zwar vollkommen ersetzen können, wurden aber den neuen Betriebs- und Komfortanforderungen nicht mehr gerecht.
Die Bestellung der ersten 100 Viertelzüge erfolgte 1993. Sie beinhaltete die Lieferung von 10 Vorserienviertelzügen 1996 und 90 Serienviertelzügen 1997. Die vereinbarte Option über die Lieferung von weiteren 400 Viertelzügen wurde 1995 eingelöst. Die Züge wurden mit Drehstromantrieb und einer GEATRAC-Fahrzeugsteuerung (AEG) ausgerüstet.
Aufgrund einer Festlegung des Bundesverkehrsministeriums wurde Ende 1993 die Fußbodenhöhe von 1080 auf 1000 Millimeter abgesenkt. Weiterhin wurde zur gleichen Zeit festgelegt, die Wagen eines Viertelzuges durch einen Übergang zu verbinden.
Der erste Viertelzug wurde am 22. Januar 1996 bei einer feierlichen Einführung im Hauptwerk Schöneweide der Öffentlichkeit vorgestellt.
Ab 1996 wurden jährlich 60 Viertelzüge ausgeliefert. Am 30. September 2004 wurde im Rahmen eines Festakts der letzte der 500 Viertelzüge übergeben. Damit betrug zu diesem Zeitpunkt das Durchschnittsalter der Fahrzeuge der Berliner S-Bahn statt vormals rund 55 nur noch etwa sechs Jahre.

### Probleme und S-Bahn-Krise
Nach anfänglichen Problemen hatte sich die Zuverlässigkeit der Züge auf hohem Niveau stabilisiert. Allerdings machte sich der Preisdruck bei der Herstellung bemerkbar, denn viele Komponenten waren von minderer Qualität und mussten kostenintensiv ausgewechselt werden (so z. B. tausende Türlaufrollen). Auch die mangelnde Bremskraft (besonders bei Schnellbremsungen), die zu weiche Federung des Wagenkastens in Querrichtung und das typische Ruckeln und Zucken beim Anfahren und Bremsen des Zuges wurden kritisiert.
Am 20. November 2006 kam es am Bahnhof Südkreuz zu einem Auffahrunfall, bei dem 33 Menschen verletzt wurden. Ursächlich war fehlender Bremssand, das Intervall zur Kontrolle war erheblich überschritten. Außerdem arbeitete die Steuerung der Gleitschutzgeräte nicht korrekt. In der Folge verpflichtete sich die S-Bahn gegenüber dem Eisenbahn-Bundesamt dazu, die zulässige Geschwindigkeit der Züge der Reihe 481 auf 90 km/h zu reduzieren, in Bahnhofseinfahrten auf 80 km/h.
Die S-Bahn-Krise wurde ausgelöst, als am 1. Mai 2009 in Berlin-Kaulsdorf ein Zug bei geringer Geschwindigkeit entgleiste, nachdem ein Rad gebrochen war. Alle Fahrgäste konnten den Zug unverletzt verlassen. Nach einigem Zögern entschloss sich die S-Bahn Berlin, bei Wagen mit einer Laufleistung von über 650.000 Kilometern einen Tausch der Radsätze zu veranlassen. Hierdurch kam es im Juni zu einer Verringerung der Zuglängen und längeren Taktzeiten auf allen Linien. Nachdem bei den angeordneten Sicherheitskontrollen Terminüberschreitungen festgestellt worden waren, ordnete das Eisenbahn-Bundesamt am 29. Juni 2009 an, 170 Viertelzüge vorübergehend stillzulegen. Dies und die zusätzlich angeordneten technischen Überprüfungen führten zu starken Beeinträchtigungen des S-Bahn-Verkehrs bis hin zur vollständigen Einstellung einzelner Linien. Nachdem sich die Situation zunächst gebessert hatte, gab es ab 8. September 2009 zusätzliche Einschränkungen aufgrund neuer Probleme mit dem Bremssystem.
Im November 2009 wurde bekannt, dass das Eisenbahn-Bundesamt nach heutigem Erkenntnisstand die Baureihe unter anderem wegen zu schwach dimensionierter Bremsen nicht mehr zulassen würde. Im Dezember 2009 wurden laut ddp bei Testfahrten erneut Unregelmäßigkeiten festgestellt. Die Radscheiben seien weniger fest als bisher angenommen, weshalb 100 Züge abgestellt werden müssten. Im Winter 2010 begründete die S-Bahn Berlin GmbH die erheblichen Verspätungen und Einschränkungen mit fehlenden Zügen unter anderem mit Türstörungen und Antriebsproblemen, weshalb zeitweilig nur gut 200 Viertelzüge einsatzfähig waren.
Ab Dezember 2010 wurden sukzessive unter dem Projektnamen Großer Radsatztausch an allen Wagen die Radsätze getauscht. Die neuen Radscheiben weisen u. a. einen von 13 auf 18 mm verstärkten Radsteg auf, wodurch die verkürzten Untersuchungsintervalle wieder verlängert werden konnten. Die Kosten des Projekts, für das eigens eine Montagestraße errichtet wurde, beliefen sich auf 50 Millionen Euro. Im August 2011 begann auch der Einbau von neuen Besandungsanlagen, um die Winterfestigkeit zu erhöhen. Infolge einer Nebenbestimmung der Zulassung der neuen Radsätze wurde die Höchstgeschwindigkeit der Baureihe auf 80 km/h reduziert.
Im August 2011 gab die S-Bahn Berlin bekannt, dass die durch Flugschnee hervorgerufenen Probleme mit den Fahrmotoren zwar durch Motorentausch reduziert werden könnten, der Ausfall der Elektronik durch Ansaugen von Flugschnee aber bauartbedingt sei und hierfür noch keine Lösung existiere. Auch für die durch Frost entstandenen Probleme mit der Sandstreueinrichtung zur Erhöhung der Bremswirkung müssten noch Lösungen entwickelt werden. Nach einer Um- und Aufrüstung seien die Fahrzeuge noch durchschnittlich etwa 29 Jahre nutzbar.
Bis Dezember 2012 erfolgte eine Ausstattung aller Züge mit radsatzselektivem Gleitschutz.

### Modernisierung und Ertüchtigung für den Weiterbetrieb
Seit 2011 werden alle Züge der Baureihe 481 mit dem Zugbeeinflussungssystem S-Bahn Berlin (ZBS) ausgerüstet. Im Frühjahr 2016 lag die Umrüstung der 500 Viertelzüge der Baureihe 481 über dem Zeitplan und wurde im gleichen Jahr abgeschlossen.

Im Rahmen des Projekts Langlebigkeit führte die S-Bahn Berlin von 2019 bis 2022 eine Instandsetzung und Modernisierung von 309 Viertelzügen durch. Hierbei wurden die Fahrzeuge bis auf den Wagenkasten zerlegt, von Korrosion befreit, bei Bedarf die Langträger instandgesetzt und anschließend komplett in einem neuen Farbkonzept lackiert, welches an das der Baureihe 483/484 angelehnt ist. Bei der anschließenden Montage wurden u. a. ein neuer Fußboden sowie neue Fensterrahmen, Türflügel und Sitze eingebaut. Auf dem erneuerten Fußboden wurden die Rollstuhl-Stellplätze und der Türbereich gelb markiert. In Längsrichtung wurden zusätzliche Haltestangen eingebaut; die vertikalen Stangen sind nun platzsparender gestaltet. Wiederverwendete Komponenten wurden grundlegend aufgearbeitet. Darüber hinaus erhielten alle 500 Viertelzüge neue Türöffnungstaster sowie eine Videoanlage zur Innenraum-Überwachung.
Der erste modernisierte Viertelzug (481/482 381) wurde am 22. Oktober 2019 vorgestellt und schon am gleichen Tag im Fahrgastbetrieb eingesetzt. Bis Ende des Jahres folgten drei weitere Viertelzüge. Für das Jahr 2020 war ursprünglich der Umbau von weiteren 100 Viertelzügen geplant. Tatsächlich wurden bis Oktober 2020 eine Vorserie von 25 Fahrzeugen umgebaut sowie die Serienfertigung gestartet. 27 Fahrzeuge waren zu diesem Zeitpunkt ausgeliefert. Pro Viertelzug werden elf Wochen für die Arbeiten veranschlagt. Diese werden in der Hauptwerkstatt Schöneweide durchgeführt. Die Kosten betrugen 250 Millionen Euro, die die Aufgabenträger im Rahmen des Interim-Verkehrsvertrags übernehmen. Am 14. November 2024 verließ der 400. modernisierte Viertelzug das S-Bahn-Werk in Schöneweide.
Im Dezember 2019 wurde bekannt, dass die Fahrzeuge bis Dezember 2020 eine Wiederzulassung der Höchstgeschwindigkeit von 100 km/h erhalten sollen. Neben der Überarbeitung der Bremsanlage müsste hierfür ein neues Radprofil entwickelt und getestet und nach Freigabe durch das Eisenbahn-Bundesamt auf alle 8000 Räder angewendet werden. Die Höchstgeschwindigkeit von 100 km/h soll zukünftig ausschließlich auf Strecken gelten, die mit dem Zugbeeinflussungssystem ZBS ausgerüstet sind. Stand 2024 wurde eine Wiederzulassung der Höchstgeschwindigkeit für 2028 in Aussicht gestellt.
Im April 2020 schrieb die S-Bahn Berlin GmbH den Aufbau einer zweiten Fertigungslinie aus. Auf dieser sollen ab 2021 zehn Fahrzeuge pro Jahr vollständig zerlegt werden, um den Wagenkasten und Bodenrahmen einschließlich der Quer- und Langträger instandzusetzen. Weiterhin werden auch an diesen Zügen die Fußböden und Sitzgruppen erneuert, die Inneneinrichtung aufgearbeitet bzw. erneuert und eine Videoüberwachung eingebaut. Die Fahrzeuge erhalten eine neue Innen- und Außenlackierung sowie eine Ertüchtigung der Leittechnik mit SPS-Austausch. Bis Ende 2024 ist der Umbau von ca. 40 Fahrzeugen (Wagenkästen) vorgesehen. Im Ergebnis soll die Lebensdauer der Fahrzeuge um nochmals 15 Jahre beziehungsweise etwa 10 Jahre nach Abschluss der Arbeiten verlängert werden.

## Aufbau der Fahrzeuge

### Wagenkasten und Fahrgastraum

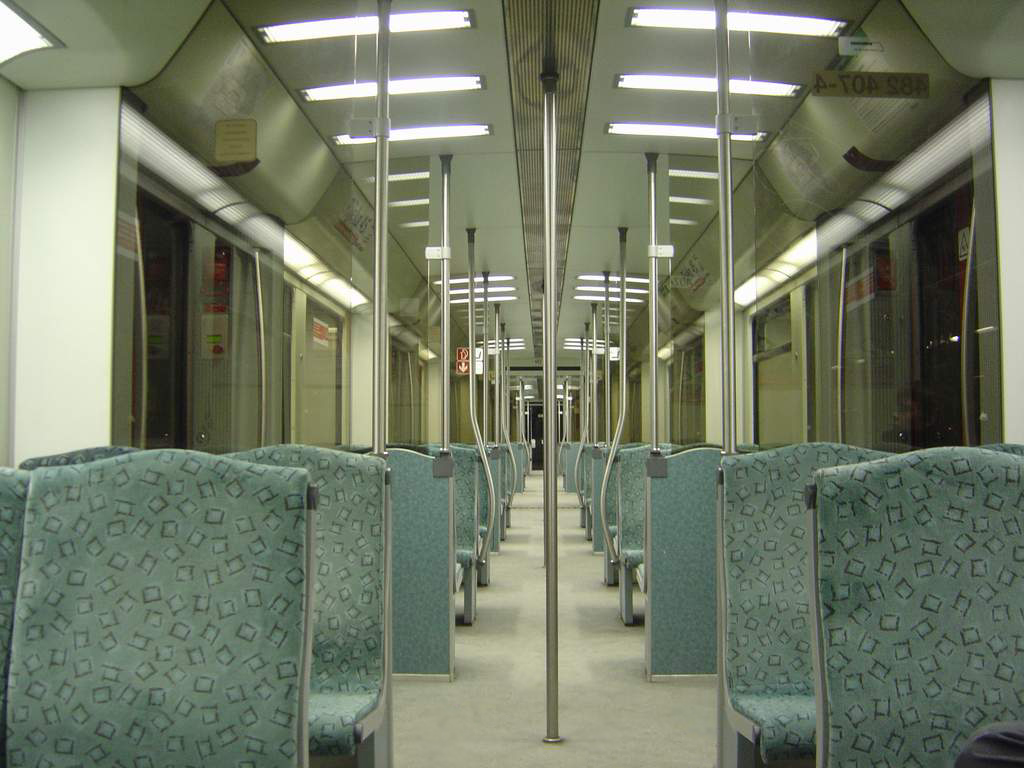
Fahrgastraum

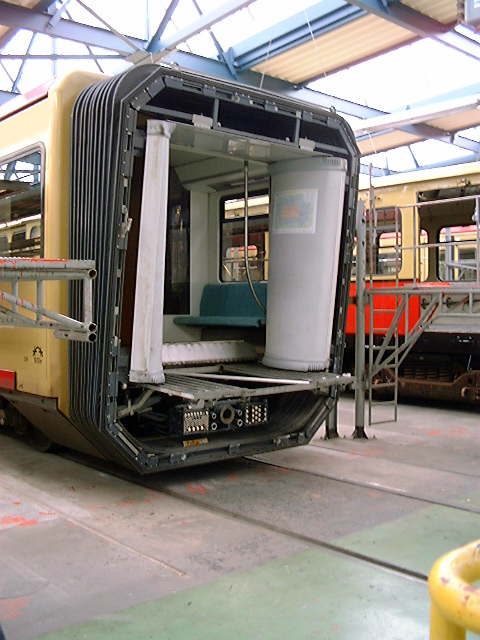
In der Werkstatt können die einzelnen Wagen auch getrennt werden – hier in der Hauptwerkstatt Schöneweide

Die Fahrzeuge sollten den modernen Ansprüchen gerecht werden. Je zwei Triebwagen – einer mit Führerstand (481), der andere ohne (482) – sind durch einen Übergang mit großem Querschnitt miteinander verbunden. Somit ist die kleinste betrieblich einsetzbare Einheit ein Halbzug mit vier Wagen. 2003 wurden zudem versuchsweise drei Prototypen bestellt, in welchen die vier Wagen eines Halbzugs durchgängig begehbar sind. Diese Züge besitzen zwei Triebwagen (mit zwei Führerständen) und zwei fest verbundene Beitriebwagen.
Die Fahrzeuge sind überwiegend mit Quersitzen ausgerüstet; die Sitzanordnung beträgt 2 + 2. Am Ende hinter dem Führerstand und im Bereich des Wagenüberganges befindet sich je ein Mehrzweckabteil mit klappbaren Längssitzen als Abstellplatz für Fahrräder und Traglasten. Die ersten Wagen wurden zudem noch mit einem Erste-Klasse-Abteil ausgeliefert. Eine höhere Wagenklasse (damals zweite Klasse) gab es seit 1946 bei der Berliner S-Bahn nicht mehr. Diese Abteile wurden später jedoch wieder zurückgestuft. Teilweise sind diese an den noch vorhandenen Armlehnen und höheren Rückenlehnen zu erkennen. Der Wagen 481 002 wurde zudem zunächst mit Holzsitzen ausgeliefert. Sie wurden später wieder durch Polstersitze ersetzt.

### Technik
Die kleinste betriebliche Einheit ist ein Halbzug, bestehend aus zwei Viertelzügen. Eingesetzt werden Vollzüge aus acht, Dreiviertelzüge aus sechs sowie in verkehrsschwachen Zeiten und auf weniger ausgelasteten Linien Halbzüge mit vier Wagen. Auf vielen Linien wie S 25, S 47 und S 85 werden generell nur Dreiviertelzüge eingesetzt. Auf der S 25 setzen teilweise die Bahnsteiglängen Grenzen. Zum Vereinfachen von Rangierarbeiten sind an den Betriebskuppelenden der führerstandslosen Wagen der Reihe 482 abgedeckte Rangierführerstände eingebaut. Diese ermöglichen den Einmannbetrieb bei Rangierarbeiten.
Durch den Einsatz von Zügen mit moderner Bremsenergierückspeisung (wie der BR 481) kann im Gesamtnetz eine durchschnittliche Stromersparnis von 30 Prozent gegenüber den ausschließlich druckluftgebremsten Vorkriegszügen erreicht werden. Angetrieben werden drei von vier Drehgestellen eines Viertelzuges. Im Innenraum wurden vor allem pflegeleichte und vandalismusresistente Stoffe verwendet.
Aufgrund ihres charakteristischen heulenden Anfahrgeräusches, welches typisch für Drehstrommotoren mit Frequenzumrichtern ist, werden diese Fahrzeuge gelegentlich auch „Kreissägen“, „Heulbojen“ oder „Fliegeralarm“ genannt, wegen der großen gewölbten Frontscheibe auch „Taucherbrille“. Das laute Anfahr- und Bremsgeräusch wird wegen seiner Frequenzen von vielen als störend empfunden und hat zu vielen Anwohnerbeschwerden bei der S-Bahn geführt.

### Führerraum

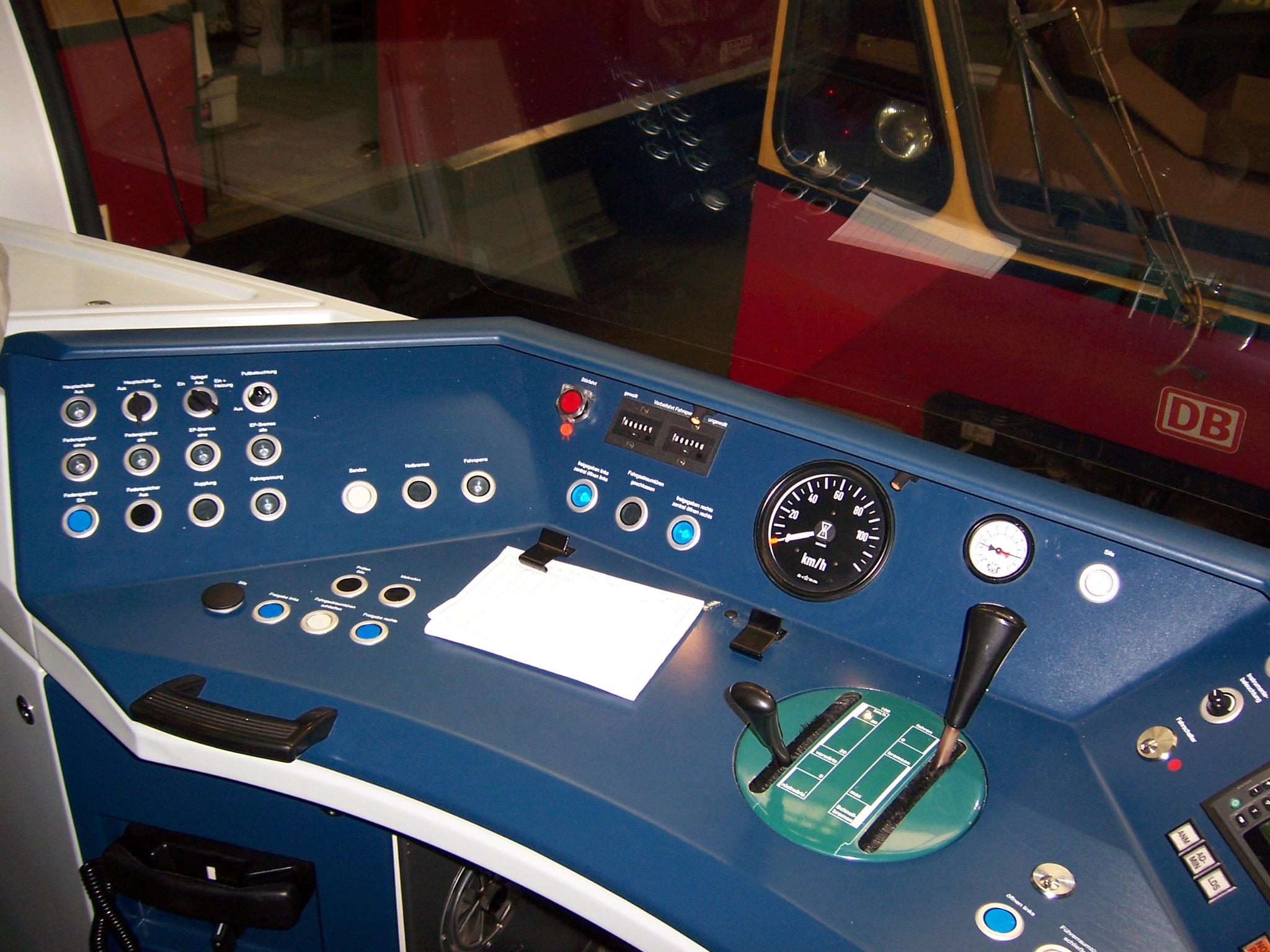
Führerstand

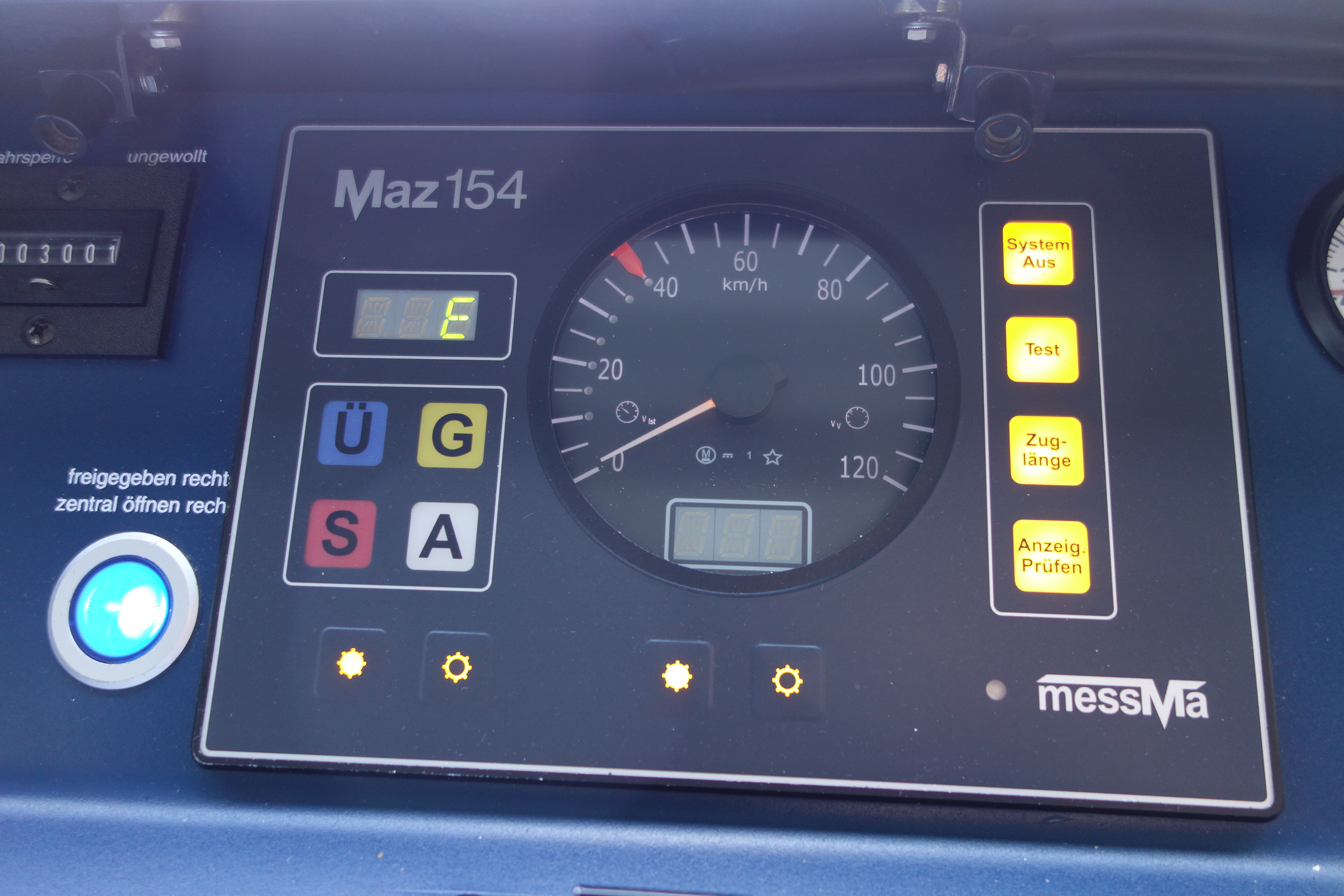
ZBS-Führerraumanzeige

Der Führerraum der Fahrzeuge ist ähnlich dem der Baureihe 480 aufgebaut. Während die Konsolen in Stahlblau gehalten wurden, besitzen die Leuchten weiße Farben und die Schalter sind in Schwarz gehalten. Der Führerraum ist durch eine Tür mit dem Fahrgastraum verbunden, zusätzlich gibt es auf beiden Seiten eine Außentür. Der Triebfahrzeugführer sitzt mittig, wodurch er alle wichtigen Bedienelemente bequem erreichen kann. Hinter dem Sitz befindet sich links die Bedientafel, wo er die Batteriespannung und die Fahrspannung ablesen kann. Zudem können von hier aus bestimmte technische Einrichtungen im Störungsfall überbrückt werden. Auf der linken Führerpultkonsole sind die Leuchtmelder und Kippschalter für den Hauptschalter, die Federspeicherbremse, die EP-Bremsen, die Kupplung und die Fahrspannung angebracht.
Auf der mittleren Führerpultkonsole befindet sich der Tachometer, der die aktuelle Geschwindigkeit und die vorgewählte Geschwindigkeit anzeigt. Rechts daneben befindet sich das Doppelmanometer, das den Druck der Hauptluftbehälterleitung und den Bremszylinderdruck anzeigt.
Auf der rechten Führerpultkonsole befinden sich lediglich die Bedientasten für den Bündelfunk und das Fahrschalterschloss. Das Terminal befindet sich über der rechten Führerpultkonsole und ist die Kommunikationsschnittstelle zwischen Triebfahrzeugführer und dem integrierten Bordinformationssystem. Alle neuen Betriebszustände und Schalthandlungen werden durch einen Warnton gemeldet und bestätigt.
Mit der rechten Hand bedient der Triebfahrzeugführer den Richtungs- und Geschwindigkeitswähler sowie den Fahr- und Bremshebel. Die linke Hand bedient die Taster zum Öffnen und Freigeben der Fahrgastraumtüren.
Nachträglich ergänzt wurden das Gerät zur ZBS-Führerraumanzeige sowie die Anzeige des Fahrerassistenzsystems FASSI.

### Farbgebung

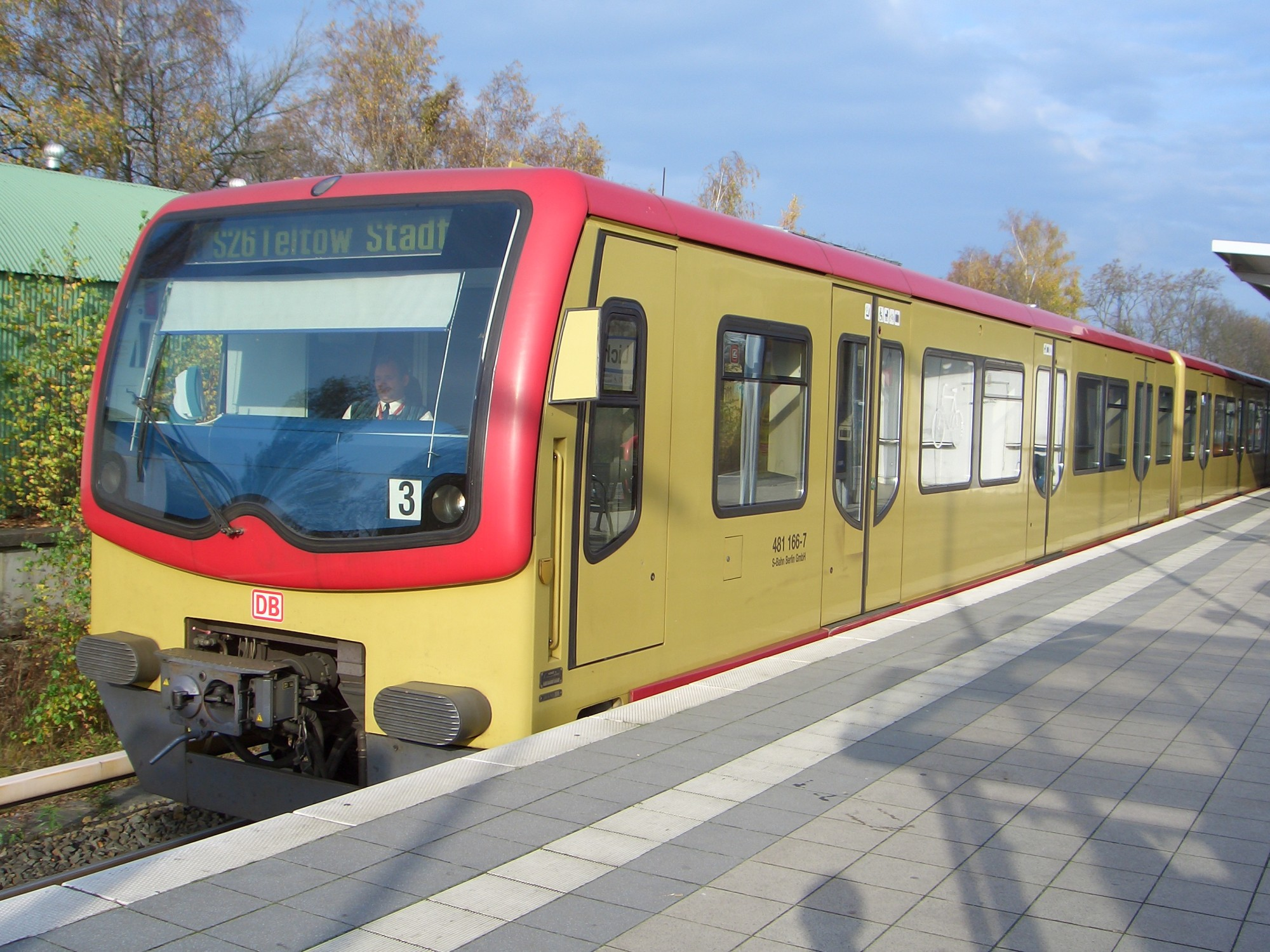
Baureihe 481 in der Ursprungsfarbgebung

Erste Designentwürfe des Instituts für Schienenfahrzeuge in Berlin-Adlershof sahen zwei Varianten der Farbgebung vor: die traditionelle in Gelb (Dach bis Fensterbrüstung) und Rot (unterhalb der Fensterbrüstung bis Unterkante Wagenkasten) sowie eine Ausführung mit grauem Wagenkasten und blauem Absetzstreifen an der Dachkante. Ein im Maßstab 1:1 gefertigtes Modell zeigte letztere Farbgebung, eine andere Variante einen (Teil-)Zug in Rot und Weiß, was die Berliner und Brandenburger Landesfarben symbolisieren sollte. Beide Vorschläge setzten sich nicht durch; man verwendete für die Vorserien- und Serienfahrzeuge die üblichen Berliner S-Bahnfarben, jedoch in derselben Aufteilung wie beim Modell: die gesamten Seitenwände ocker; Dach, Wagenkastenoberkante, Frontscheibenrahmen sowie Schutzborde rubinrot.

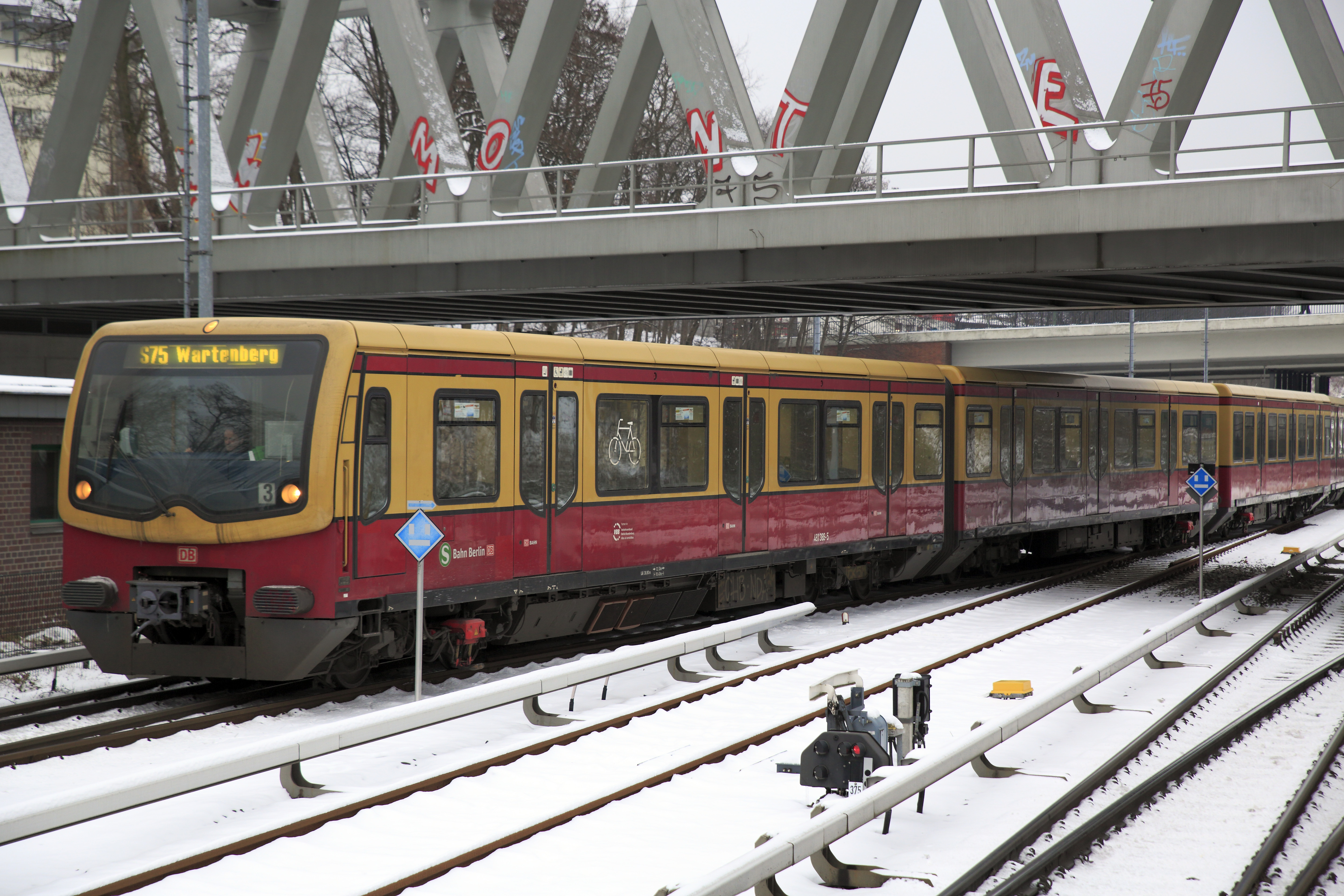
Zug in der älteren Farbgebung mit schwarzen Balken zwischen den Fenstern

Schnell regte sich bei der Berliner Bevölkerung Unmut über diese von der traditionellen abweichende Farbaufteilung, fand aber keine Gegenliebe. Ein Redakteur der Berliner Tageszeitung B.Z. schlug daher im August 1997 in einem Zeitungsartikel die traditionelle Farbgebung für die neue Fahrzeuge vor, die dort mit Bildern illustriert wurde. Zudem wurden die Zeitungsleser gebeten, ihre Meinung zur seinerzeit aktuellen Farbgebung der Neubaufahrzeuge und zur traditionellen kundzutun. Einen Monat später veröffentlichte die Zeitung das Ergebnis des Meinungsbildes: 90 Prozent der Leser, die sich per Postkarte oder per Anruf gemeldet hatten, plädierten für die Traditionsfarben (wie schon in den späten 80er Jahren bei einem ähnlichen Versuch, die Baureihe 480 in Kristallblau-Grau auszuliefern; diese Farbgebung erhielten nur die beiden ersten Prototyp-Viertelzüge); gleichzeitig zeigte die Zeitung auch Bilder der Traditionsfarbenvariante für die Baureihe 485/885, die erst Jahre später umgesetzt wurde. Das Ergebnis der Umfrage und die Simulationsbilder wurden der S-Bahn-Geschäftsführung übergeben.

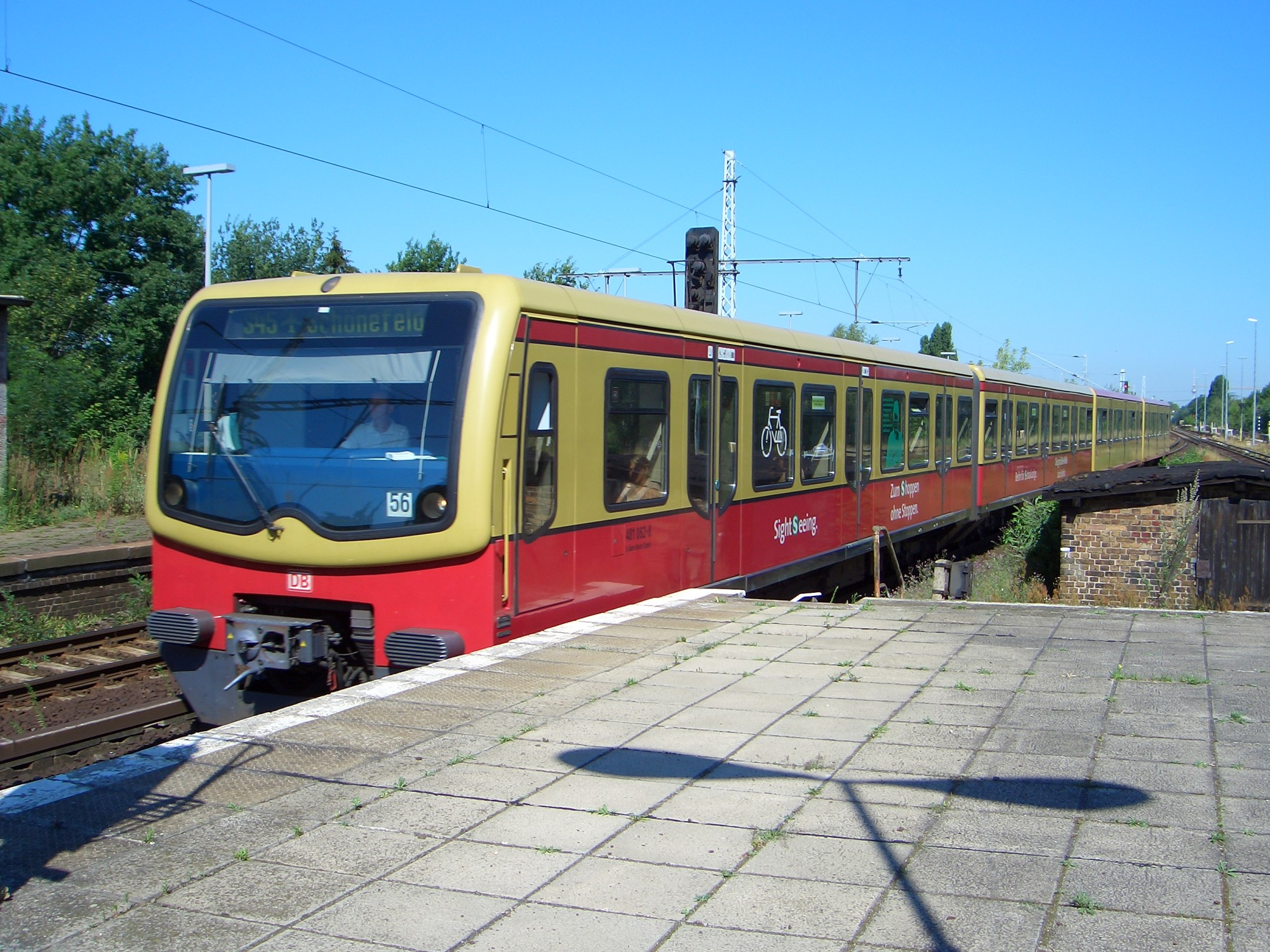
Zug in traditioneller Farbgebung – die Fenster sind nicht mehr mit schwarzen Balken zusammengefasst, sondern farblich getrennt

Die S-Bahn zeigte sich aufgeschlossen und bereitete mittels Folienbeklebung einen Musterzug vor. Anlässlich der Wiedereröffnung der S-Bahn-Strecke Westkreuz—Pichelsberg stellte die S-Bahn Berlin diesen Zug der Öffentlichkeit vor.

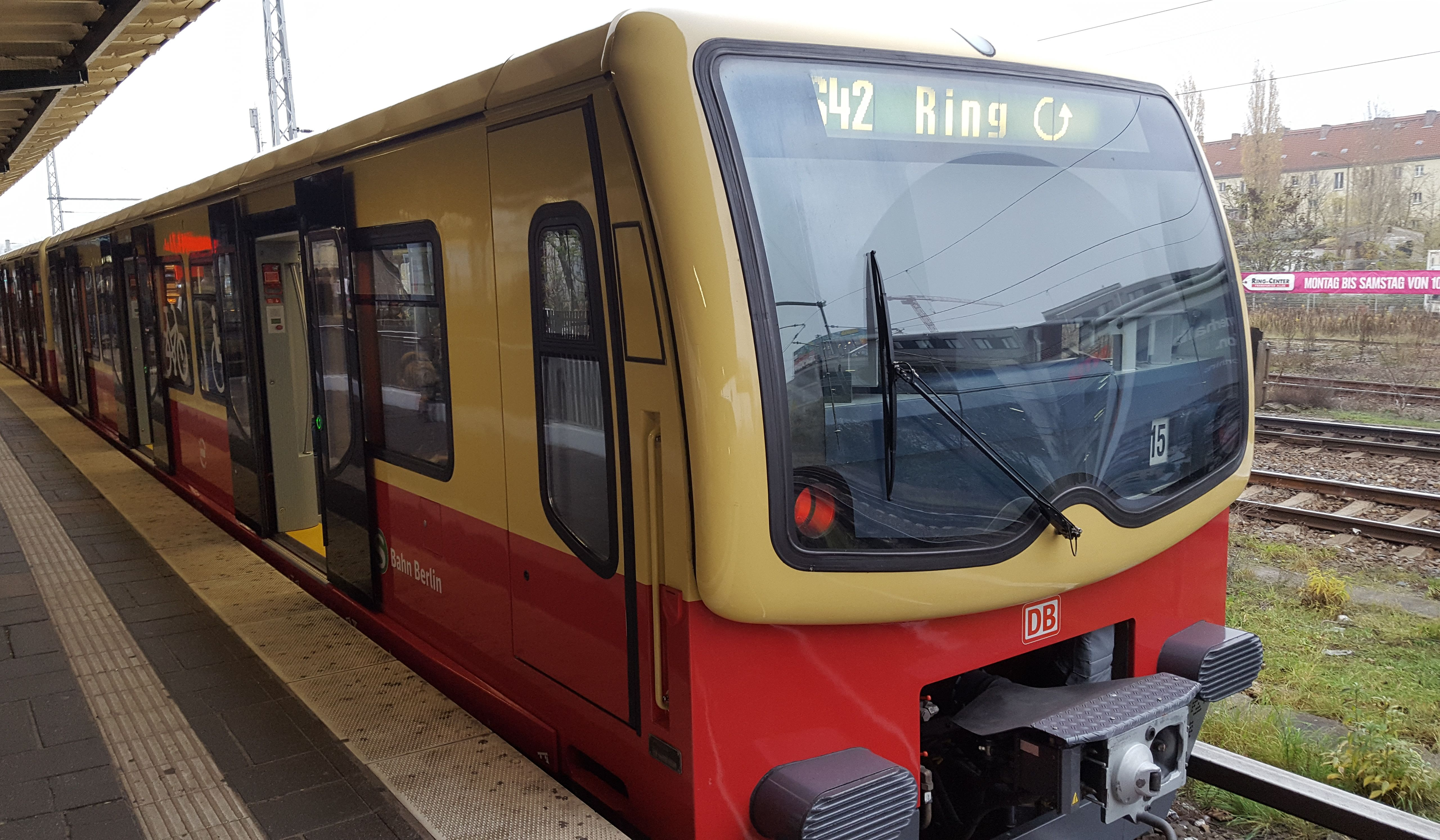
Modernisierter Zug mit neuer, an die Baureihe 483/484 angepasster Farbgebung

Wegen der laufenden Verträge lieferte die Industrie die Züge zunächst (bis Viertelzug 481/482 224) weiter in der anfänglichen Variante aus. Bei der nächsten Möglichkeit, die Lieferoptionen anzupassen, änderte die S-Bahn das Aussehen der Wagen in die von der Berliner Bevölkerung gewünschte traditionelle Farbaufteilung mit den Farben Ockergelb (RAL 1024) und Rubinrot (RAL 3003). Ab dem 225. Viertelzug der Baureihe 481, der am 3. Februar 2000 gemeinsam mit der Einheit 481/482 226 ausgeliefert wurde, gehören die traditionellen Farben bei den neuesten Fahrzeugen zum Alltag (481/482 225–494 und 481/482 501/601–503/603). Im Oktober desselben Jahres passte die S-Bahn das Design dieser Baureihe dem der Baureihe 480 an (und damit auch der nun in der traditionellen Farbgebung lackierten Baureihe 485/885), indem sie das schwarze Fensterband zwischen den einzelnen Fenstern entfallen ließ. Alle übrigen Fahrzeuge in der Ursprungsfarbgebung wurden in der Folgezeit bei Hauptuntersuchungen umlackiert, was Ende 2007 abgeschlossen war.
Seither gibt es bei der Berliner S-Bahn nur noch die traditionelle Farbaufteilung, die seit Jahrzehnten ein Markenzeichen der deutschen Hauptstadt war und auch weiterhin ist. Im September 2018 kündigte die S-Bahn allerdings an, die Baureihe 481 ab dem Frühjahr 2019 analog der Baureihe 483/484 mit helleren Farben, schwarzen Türen und ohne schwarze Trennlinie lackieren zu wollen. Die modernisierten Züge tragen insgesamt hellere Farben; so ist der Bereich unter den Fenstern nun in der Farbe NCS S 1580-R (Rot) lackiert, der obere Teil des Fahrzeugs – unter Wegfall des roten Zierstreifens über den Fenstern – in NCS S 2010-Y10R (Senfgelb). Die Türen sind in einem glänzenden Schwarz (RAL 9005 – Tiefschwarz) gehalten. Die schwarzen Längsstreifen entfielen.

## Einsatz als Werbeträger

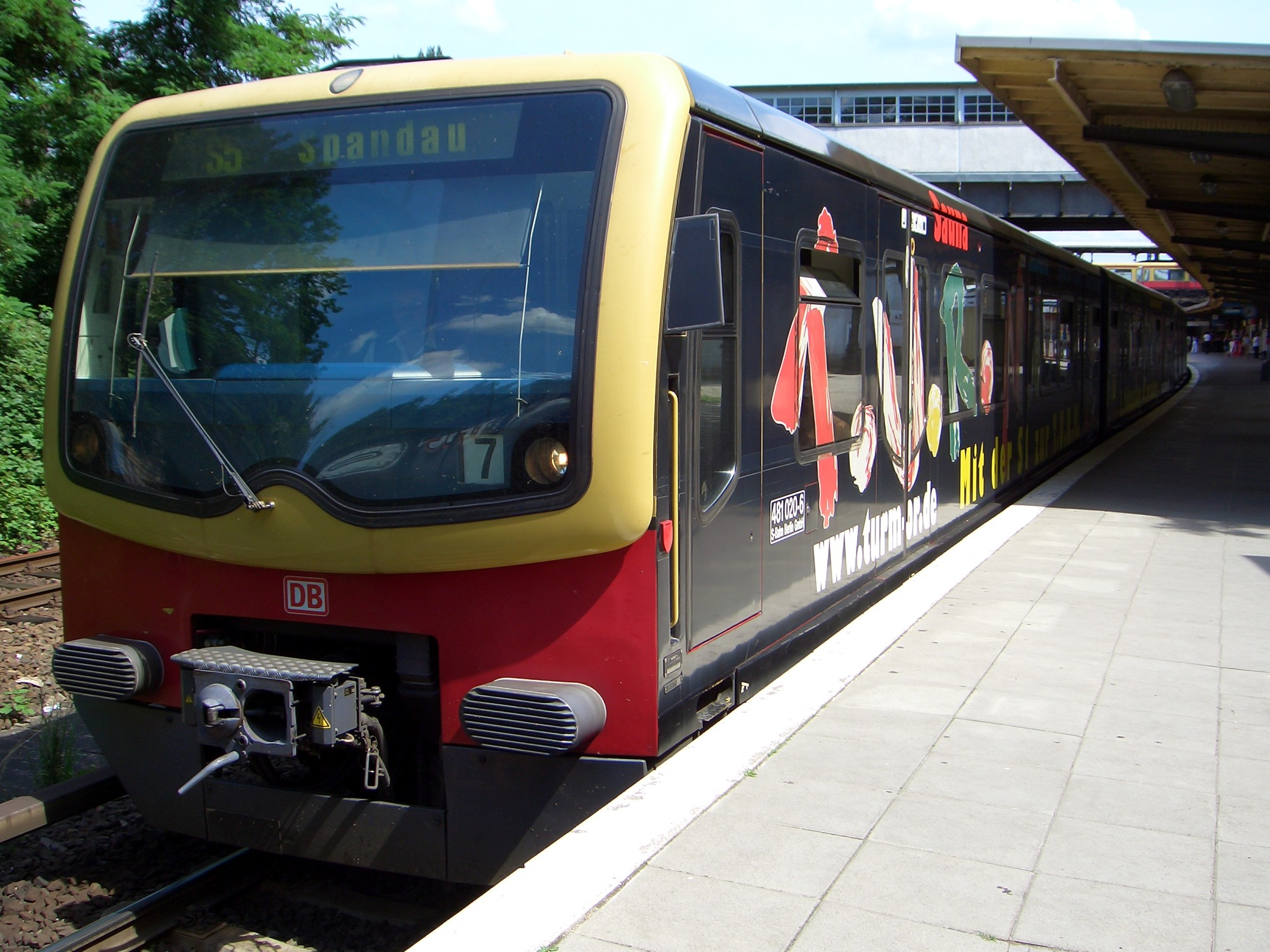
Baureihe 481 mit Vollreklame

Seit 2000 nahmen die Werbeverträge für die Nutzung einiger Viertelzüge der Baureihe 481 stetig zu – es gab sogar vier Viertelzüge mit Vollreklame (481/482 035 und 036 und 481/482 011 und 020).
Außerdem gab und gibt es zahlreiche Viertelzüge, die mit Bannerwerbung (unterhalb des Fensterbandes) durch Berlin fahren. Die Deutsche Bahn beschloss trotzdem einen Werbestopp für die Berliner S-Bahn – das heißt, dass ab 2005 zunächst keine neuen Werbeverträge mehr abgeschlossen wurden.
Seit 2015 sind jedoch wieder vermehrt Triebzüge mit Bannerwerbung und mit Vollreklame unterwegs.